# Šatendranáth Bose
Šatendranáth Bose, bengálsky সত্যেন্দ্রনাথ বসু ⟨sotjendronáth bosu⟩, (1. ledna 1894 Kalkata – 4. února 1974 Kalkata) byl indický fyzik ze Západního Bengálska.
Specializoval se na matematickou fyziku. Proslavil se díky své práci na kvantové mechanice na počátku dvacátých let dvacátého století. Poskytl tím základy pro Bose-Einsteinovu statistiku a teorii Bose-Einsteinova kondenzátu. Právě po něm byl pojmenován jeden typ fundamentálních částic – bosony (též Boseho částice).